# 霍厄万德
霍厄万德是奥地利下奥地利州维也纳新城城郊县的一个市镇。总面积24.6平方公里，总人口1319人，人口密度53.6人/平方公里（2005年）。